# Sidi Bane
Sidi Bane (Pir-Goureye, 14 gennaio 2004) è un calciatore senegalese, difensore dell'AVS.

## Carriera
Inizia la sua carriera nel sua paese d'origine, vestendo la maglia del Goureye, prima di venire acquistato dalla formazione bielorussa del BATĖ Borisov nell'aprile 2022. Con i bielorussi, oltre a giocare nel calcio professionistico, esordisce anche nelle competizioni europee.
Il 13 agosto 2024, viene acquistato dalla formazione francese del Lens, che lo aggrega alla sua squadre riserve militante in quinta divisione.
Dopo appena nove presenze, il 17 gennaio 2025 viene ceduto in prestito all'Annecy.

## Palmarès

### Club

#### Competizioni nazionali
- Supercoppa di Bielorussia: 1

BATĖ Borisov: 2022